# Ugłasta

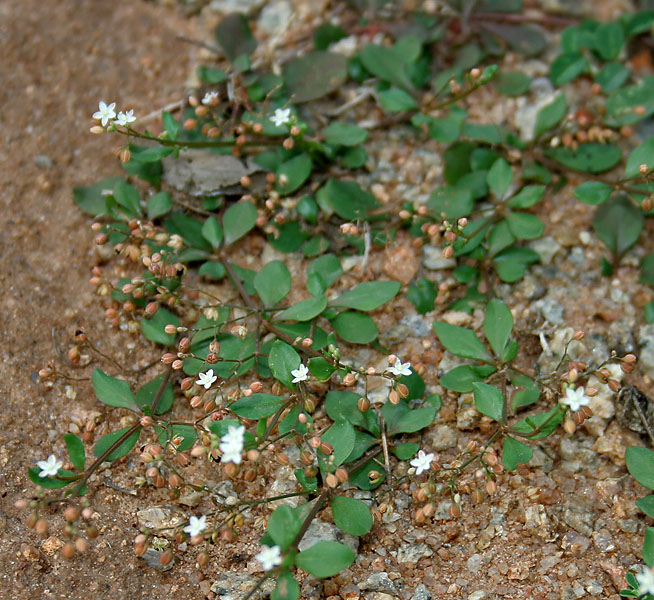
Mollugo nudicaulis

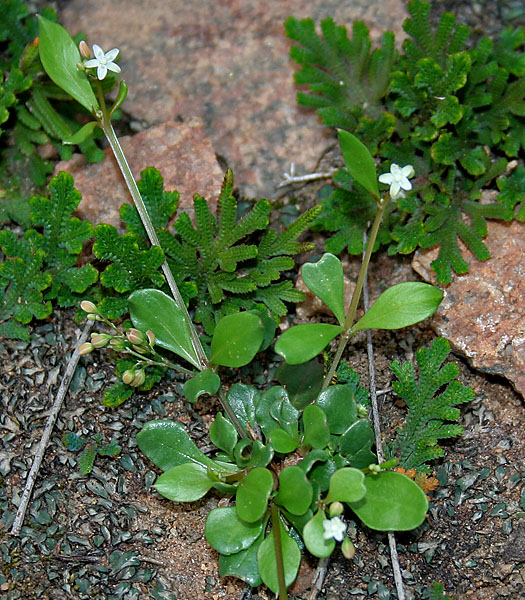
Mollugo pentaphylla

Ugłasta (Mollugo) – rodzaj roślin z rodziny ugłastowatych (Molluginaceae). Obejmuje ok. 35 gatunków. 
Występują one na obszarach tropikalnych i w subtropikach (Australia, Azja południowa, Afryka, Ameryka Środkowa i Południowa) sięgając na północy po cieplejsze tereny w południowej Europie, wschodniej Azji i w Ameryce Północnej. Nazwa naukowa rodzaju nadana przez Linneusza wzięta została od nazwy gatunkowej przytulii pospolitej (Galium mollugo), prawdopodobnie z powodu podobieństwa liści wyrastających w nibyokółkach. Niektóre gatunki mają niewielkie znaczenie ekonomiczne jako rośliny jadalne i lecznicze.

## Morfologia
PokrójRośliny jednoroczne, rzadziej byliny, nagie, o łodygach płożących lub wzniesionych, rozgałęzionych lub nie.
LiścieSkupione w przyziemnej rozecie liściowej, poza tym obecne są liście łodygowe wyrastające naprzeciwlegle, w okółkach i nibyokółkach. Liście zwykle siedzące, całobrzegie. Przylistków brak lub są szczątkowe. W rozecie przyziemnej liście są największe, stopniowo maleją ku górze pędu.
KwiatyZebrane w niezbyt wielkie kwiatostany wierzchotkowate lub baldachokształtne, wyrastające na szczycie łodygi lub naprzeciw liści. Kielich tworzy pięć trwałych i okazałych działek. Płatków korony brak. Pręciki są zwykle 3, rzadziej 5 lub więcej (do 10), u nasady nieco zrosłych w pierścień. Zalążnia górna, owalna lub elipsoidalna, liczy od 3 do 5 komór, w każdej z 5–15 zalążkami, nitkowatych szyjek słupka jest 3–5.
OwoceBłoniasta torebka otulona trwałymi działkami i otwierająca się trzema, rzadziej 5 klapami. Nasiona liczne, spłaszczone, nerkowate, bez elajosomów.

## Systematyka
Według APweb (aktualizowany system APG III z 2009) jest to rodzaj z rodziny ugłastowatych (Molluginaceae) w obrębie rzędu goździkowców. Rodzaj bardzo kłopotliwy taksonomicznie, wymagający rewizji.
Wykaz gatunków (taksony o nazwach zweryfikowanych)
- Mollugo angustifolia M.G. Gilbert & Thulin
- Mollugo caespitosa Scott-Elliot
- Mollugo cerviana (L.) Ser.
- Mollugo crockeri Howell
- Mollugo decandra Scott-Elliot
- Mollugo flavescens Andersson
- Mollugo floriana (B.L. Rob.) Howell
- Mollugo fragilis Wawra
- Mollugo namaquensis Bolus
- Mollugo nudicaulis Lam.
- Mollugo pentaphylla L.
- Mollugo pinosia Urb.
- Mollugo pusilla Adamson
- Mollugo snodgrassii B.L. Rob.
- Mollugo stricta L.
- Mollugo tenella Bolus
- Mollugo verticillata L.
- Mollugo walteri Friedr.

## Zastosowanie
Gatunek Mollugo spergula jest w Indiach użytkowany jako warzywo, poza tym użytkowany bywa leczniczo ze względu na potwierdzone działanie antyseptyczne. Mollugo pentaphylla wykazuje działanie przeciwgrzybiczne.